# Досифей (Глебов)
Епископ Досифей (в миру Диомид (Демид) Глебов; ум. 17 (28) марта 1718) — епископ Русской православной церкви, епископ Ростовский и Ярославский (1711—1718).

## Биография
По происхождению из дворовых людей Лопухиных. На протяжении всей жизни находился в дружеских отношениях с Яковом Игнатьевым, будущим духовником царевича Алексея Петровича. В юности они втроём с родственником Демида неким Абрамом — холопом боярина Лукьяна Лопухина ходили по монастырям и совершали паломничества к святыням. Абрам «по сонному видению» предсказал Демиду, что тот станет епископом, но его казнят, и советовал не уходить от своего господина. Вскоре Абрам и Демид приняли монашество с именами Стефан и Досифей.
С 1701 года Досифей был игуменом Сновицкого Благовещенского монастыря Владимирской епархии. С 1709 года — архимандритом суздальского Спасо-Евфимиева монастыря; в 1710 году местом его служения указывают Новоспасский монастырь. В эти годы Досифей становится близким человеком к семье князя А. Д. Меншикова, которому удачно предсказывает благополучное разрешение судебного разбирательства над ним.
17 (28) июня 1711 года по ходатайству княгини Д. М. Меншиковой он хиротонисан в епископа Ростовского и Ярославского. Часто посещал дом А. Д. Меншикова; в 1714 году освящал московскую «фамильную» церковь Меншиковых — храм Архангела Гавриила и церковь во имя Введения Пресвятой Богородицы на их московском дворе. В Ростове Досифей вёл строительную деятельность, возводил и восстанавливал храмы, делал дорогие вклады в соборы и монастыри. 20 (31) октября 1715 года во время службы в Авраамиевом Богоявленском монастыре епископ Досифей встретился с иноком Стефаном, который уговаривал его сложить с себя сан и удалиться простым монахом на Соловки. По утверждению П. И. Мельникова-Печерского, в 1716 году не дал хода расследованию против хлыстов, с которыми, по-видимому, был связан.
Досифей принадлежал к партии несочувствовавших нововведениям Петра І. Приобрёл доверие бывшей царицы Евдокии Фёдоровны, с которой, вероятно, был знаком ещё с молодости. 3 (14) февраля 1718 года он присутствовал на суде над царевичем Алексеем Петровичем, а 19 февраля (2 марта) сам был арестован, обвинялся в заговоре в пользу бывшей царицы. Пётр I 27 февраля (10 марта) добился для него от архиерейского собора лишения епископского чина и «извержения» из духовного сана. Досифей сказал на соборе о настроениях в русском обществе: «Посмотрите, и у всех что на сердцах? Извольте пустить уши в народ, что в народе говорят?»
Доказательства его вины получали через пытки и предсказателей (например, монаха Аарона). Певчий царевны Марфы с двух пыток признался, что епископ Досифей «хаживал» к царевне, рассказывая ей о своих видениях и пророчествах, говорил, что царь за определённый скорый срок умрёт, когда же это не сбылось, «сказывал другие сроки» и предвещал, что «Государь возьмёт бывшую царицу, и будут у неё два детища, чего царевна желала». 5 и 6 (16 и 17) марта Досифей не выдержал пыток и сознался, что желал смерти Петра и неоднократно пророчествовал, «для того чтоб быть царевичу Алексею Петровичу на царстве, и было б народу легче, и строение Петербурга умалилось и престало».
17 (28) марта вместе с другими «заговорщиками» казнён в Москве на Красной площади. Колесован. По не соответствующей действительности легенде (поскольку царь за день до казней уехал в Петербург), зрелище пыток не удовлетворяло царя Петра, ему нужны были показания — он наклонился над умирающим Досифеем, что-то спрашивая. Тот плюнул и скончался. Тело его с телами других казнённых было брошено в огонь, а голова воткнута на шест и вместе с другими поставлена на высокой каменной стене.